# Gévelot Extrusion
Gévelot Extrusion est une entreprise française, forge de précision pour l'automobile. Elle fabriqua également des munitions pour l'armement léger et lourd.

## Activités

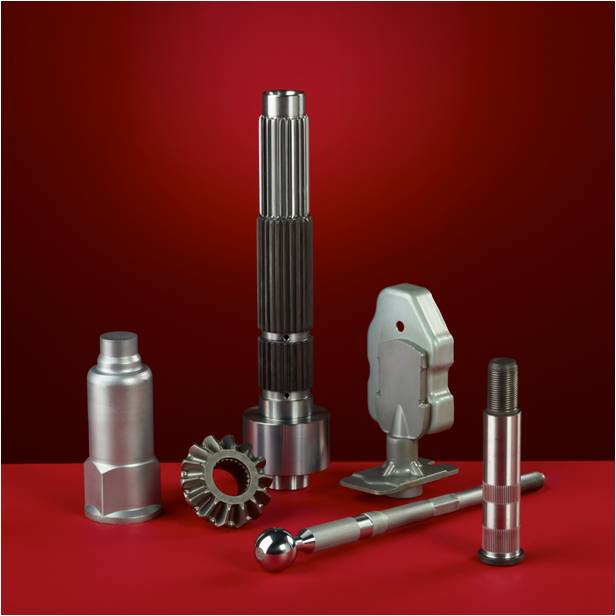
Pièces de groupe motopropulseur, direction, liaison au sol, structure, équipements

Gévelot Extrusion est un des leaders européens de la fabrication de pièces usinées obtenues à partir de la forge à froid pour l’industrie automobile. Ces pièces, de 20 g à 4 kg, sont produites sur des moyens automatisés « presse transfert » ou robotisés « presse monoposte ».
Essentiels dans le fonctionnement des véhicules, on retrouve les produits Gévelot Extrusion dans la boîte de vitesses, la colonne de direction, l’ensemble châssis/suspension, le système de freinage et l’habitacle de la plupart des voitures européennes.
Gévelot Extrusion travaille avec les plus grands constructeurs automobiles et les principaux systémiers et équipementiers mondiaux.
Gévelot Extrusion a trois usines de production implantées en France: Laval (Mayenne), Toucy (Yonne) et Offranville (Seine-Maritime), une en Allemagne à Vöhrenbach (Dold Kaltfliesspressteile), une usine en Chine à Suhzou (DOLD Automobile Components) ainsi qu’un Centre technique et de développement à Laval.

## Historique
Joseph Marin Gévelot (1786-1843) développe au début du XIXe siècle une activité de fabrication d'armes blanches et d'équipements militaires à Paris.
En 1816, il est installé "Fourbisseur", puis "Armurier, Arquebusier, Fourbisseur et Ceinturonnier" rue Saint-Denis. En 1820, Gévelot produisait en série des amorces pour armes de chasse et pistolets. En 1823, Joseph-Marin Gévelot dépose le brevet d'invention de l'amorce au fulminate de mercure, rendant ainsi plus sûr le procédé de Jean Samuel Pauly qu'avait refusé Napoléon en 1813.

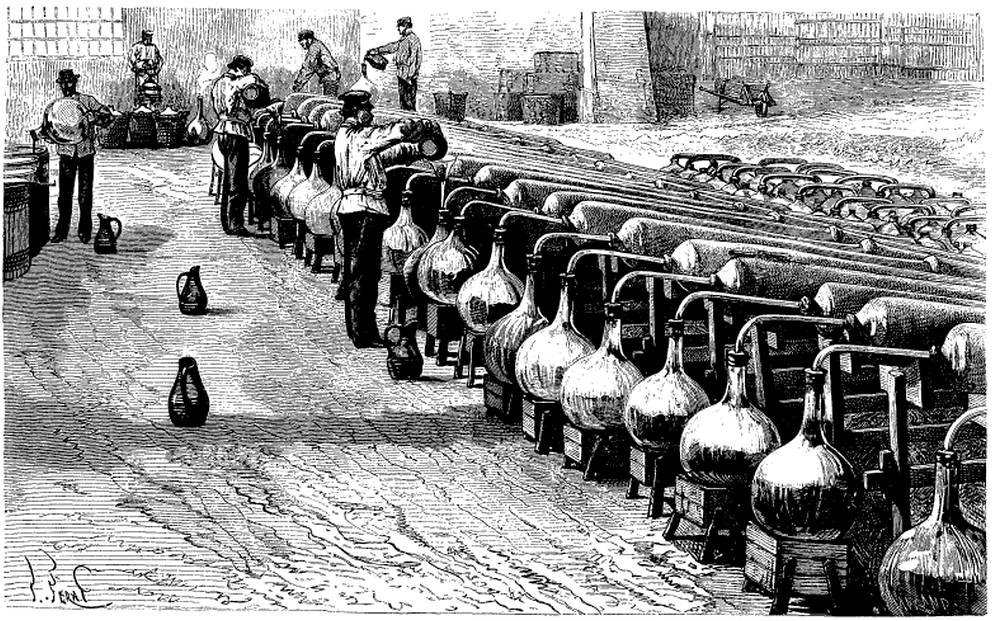
Fabrication du fulminate de mercure

En 1826, il rachète le matériel de la fabrique d'amorces Leroy, après le décès du fils de M. Daguerre Leroy. Son beau-frère, Julien Leroy, qui, en 1816, avait lancé en France la fabrication d'amorce au fulminate, était lui aussi décédé dans une explosion. Joseph Marin Gévelot construit alors une nouvelle usine aux Moulineaux. À partir de là, il développera son activité, notamment en rachetant ses concurrents, en fédérant les fabricants d'armes et en rationalisant la production. Son attention portée à la sécurité le mettra à l’abri des nombreux accidents dont sont victimes les autres fabricants. La manipulation du fulminate de mercure est effectivement très dangereuse et a rendu sourd et aveugle, quand elle ne les a pas tués, de nombreux fabricants. En 1839, Joseph Marin Gévelot est considéré comme « le plus habile de nos fabricant », chef de file de la profession qui exporte la moitié de la production française d'amorces. Il est même consulté en tant qu'expert par le conseil de salubrité pour définir les règles de préventions. Il utilise alors les méthodes de production les plus modernes, comme la machine à vapeur, alors que ses concurrents (comme Gaupillat) en sont encore aux manèges à chevaux. Avec Gaupillat, il assurera la suprématie Française en matière d'amorce, jusque dans les années 1860, avant d'être imité par les Belges, les Allemands et les Anglais.

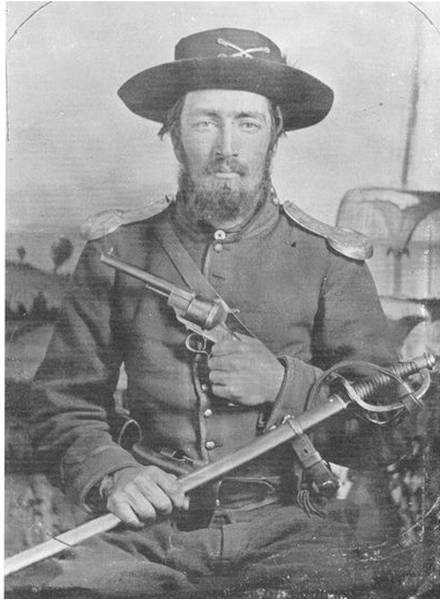
Cavalier de l'union avec un Lefaucheux 12mm (modèle 1854)

Bientôt, il étendra sa production aux cartouches pour devenir une référence copiée dans le monde entier. Il travaille d'ailleurs avec Casimir Lefaucheux au perfectionnement de la cartouche à broche  qui fera le succès du révolver Lefaucheux, vendu au gouvernement américain pendant la guerre de Sécession. En effet, la supériorité des cartouches Gévelot rend le révolver 1854 supérieur au Colt Paterson. La munition est plus fiable, plus rapide à charger et insensible aux intempéries. Le gouvernement américain en achètera 10 000 exemplaires et 200 000 cartouches en 1861.
Avant 1836, Gévelot aîné s'installe 24 rue Notre-Dame-des-Victoires avec une activité de "armes d'uniforme et de luxe, armes à feu et blanches, amorces, ceintures, ferronneries". Dans l'atelier, on fabrique les culots de cuivre, qui selon les productions, sont envoyées à l'atelier de la rue Amelot ou aux Moulinaux.
Joseph Marin Gévelot meurt en 1843, laissant sa veuve Joséphine et son fils Jules Gévelot qui n'a alors que 18 ans, le soin de développer l'entreprise. Casimir Lefaucheux, lui, meurt en 1852, laissant à son fils Eugène, âgé de 20 ans, le destin de l'armurerie. Jules et Eugène, amis d'enfance, travailleront à la mise au point des munitions pour les armes à broche d'Eugène Lefaucheux. Ils seront même voisins, rue Notre-Dame-des-Victoires.

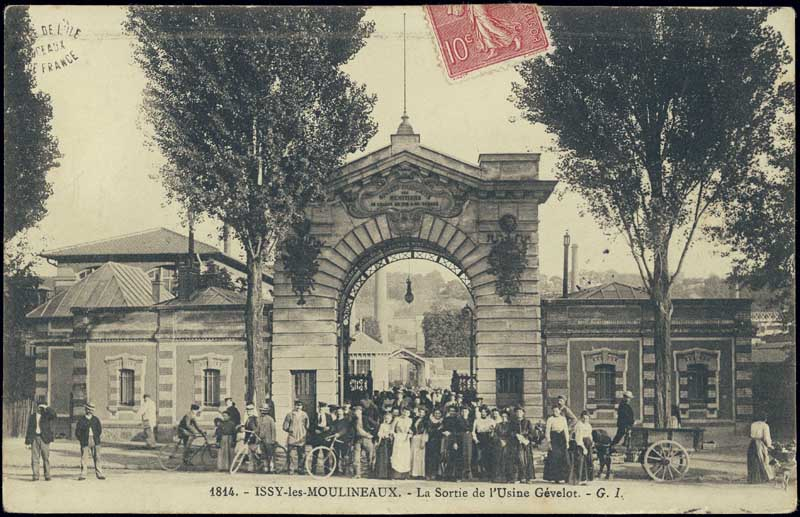
La sortie de l'usine Gévelot face à la gare d'Issy-les-Moulineaux, vers 1900

Après quelques déménagements, l’entreprise commence à se développer, pour atteindre les 500 salariés en 1867. Les boîtes de cartouches vertes, avec un « G », deviennent célèbrent dans le monde entier. 

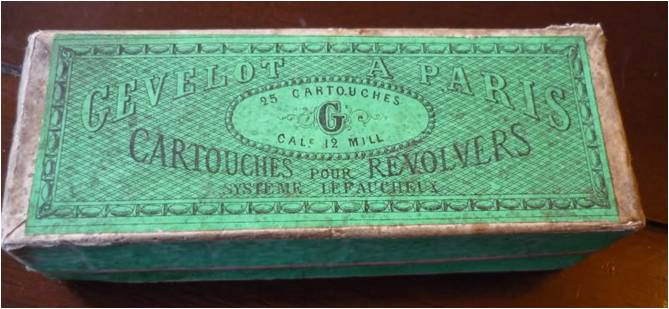
Célèbre boite de cartouches Gévelot

En 1884, Jules Gévelot s'associe avec Victor Gaupillat qui possède également une société de cartouche pour créer la SFM (Société française des munitions de chasse, de tir et de guerre) qui développe la fabrication des amorces, des cartouches de chasse et des munitions de guerre. C'est l'époque des cartouches Gévelot-Gaupillat, avec 2 G entrelacés (à partir de 1891). 

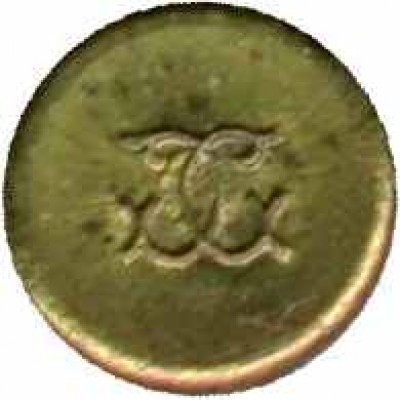
Les 2 G entrelacés de Gévelot-Gaupillat

En 1898, la production occupe alors 50 bâtiments répartis sur 7 hectares, sur le site d’Issy-les-Moulineaux. L'exportation représente 50 %. L'entreprise se dote alors d’ouvrages de prestige, dont un grand portail. Pour son personnel, elle fait construire une nouvelle « cité Gévelot », qui remplace celle construite en 1858 qui possédait des bâtiments d'aisance en forme de tour à chapeau pointu.
Marcel Gaupilat crée alors une nouvelle société. Puis Jean Gaupillat, son fils, crée en 1928 la Société étampage de précision Gaupillat, dont l’objet est le matriçage et l’usinage de métaux non ferreux.
Jules Gévelot meurt en 1904. Sa veuve, Emma, assure la présidence de l'entreprise pendant vingt-trois ans. À son décès, Lucien Biennaimé, alors directeur géneral, devient président. Quelques années plus tard, Robert Bienaimé s'associe à René Moineau pour créer PCM Pompes, qui deviendra l'un des principaux fabricants mondiaux de pompes volumétriques.

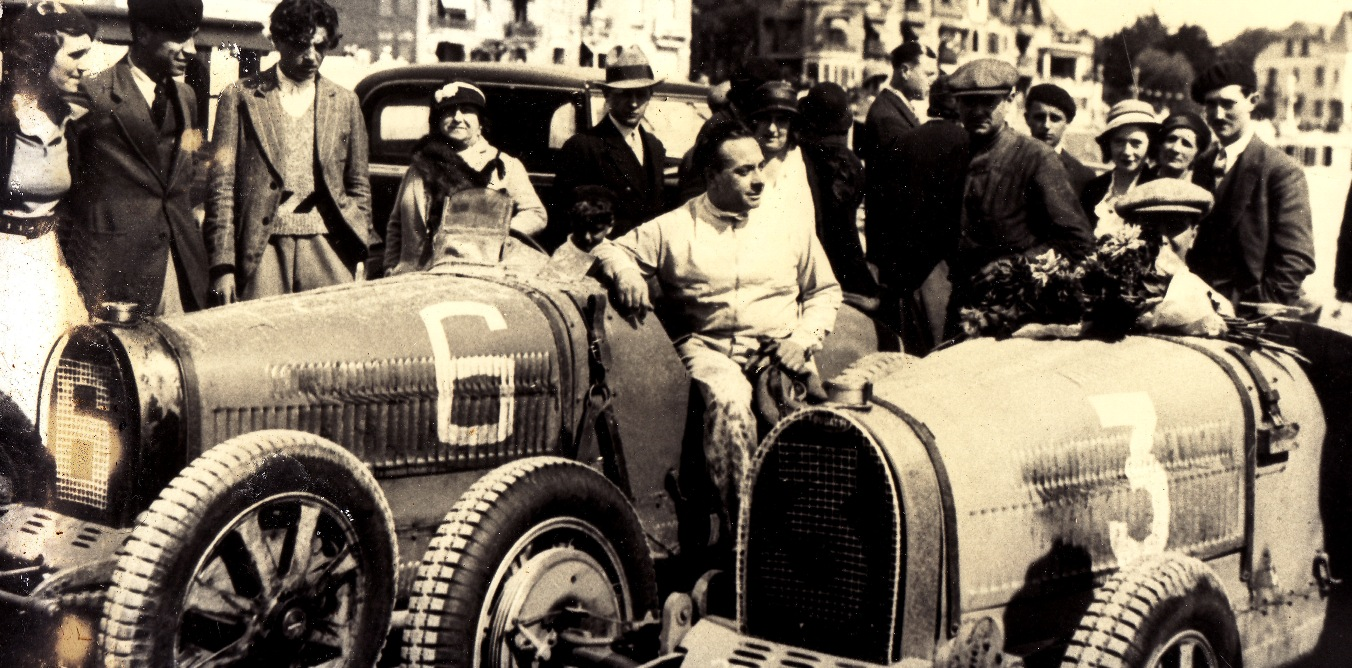
Jean Gaupillat, sur Bugatti T51, se tue au Grand Prix de Dieppe en 1934.

En 1935, à la mort de Jean Gaupillat, qui se tue au Grand prix automobile de Dieppe, la SFM intégrera les deux sociétés Gaupillat.
En 1938, pressentant la Seconde Guerre mondiale, la société envisage d'éloigner de l'agglomération parisienne la production de cartouches et construit à Laval une usine susceptible de servir de repli. Finalement, la guerre se déclenche avant que le transfert n'ait lieu. Après guerre, le contexte ayant changé, le transfert ne se fera jamais.
En plein apogée de 1920 à 1955, ses effectifs se multiplient par six et atteignent les 3 000 employés.
En 1950, la SFM prend le nom de Gévelot. La notoriété de la marque Gévelot est telle qu'elle devient emblématique du monde de la chasse et perdure encore actuellement. Elle sert d'ailleurs de décor en 1963 au film Faites sauter la banque !, avec Louis de Funès et Jean-Pierre Marielle.
En 1973, un incendie éclate dans l'usine d'Issy-les-Moulineaux. Il s'agit du plus important incendie qu'ait connu Paris en temps de paix, qui détruira la moitié des bâtiments. Le gouvernement tirera les enseignements de cette journée noire du 11 juillet 1973 en fondant les bases du Plan rouge. Cet épisode ainsi que l'évolution du marché marque la fin de la production de cartouche pour Gévelot qui cessera définitivement 10 ans plus tard, clôturant 150 ans d'histoire des cartouches. Il ne reste aujourd’hui que l'ancien portail monumental.
Le début des années 1980 voit un règlement judiciaire de la société ainsi que l'inculpation de trois cadres dirigeants, dont le PDG, pour corruption dans le cadre d'une livraison d'armes du Portugal vers la Somalie. En effet, un officier supérieur en poste au ministère de la Coopération avait reçu un pot de vin de 2 millions de francs dans le cadre de cette livraison clandestine de fusils-mitrailleurs.
Malgré ces déconvenues, la SFM fabrique encore des munitions dans son usine d'Issy-les-Moulineaux en 1985.
Dans les années 1980-1990, la SFM est le fournisseur officiel de cartouches d'armes de poing pour la police nationale, la Gendarmerie nationale, ainsi que pour les unités spéciales du RAID et du GIGN.

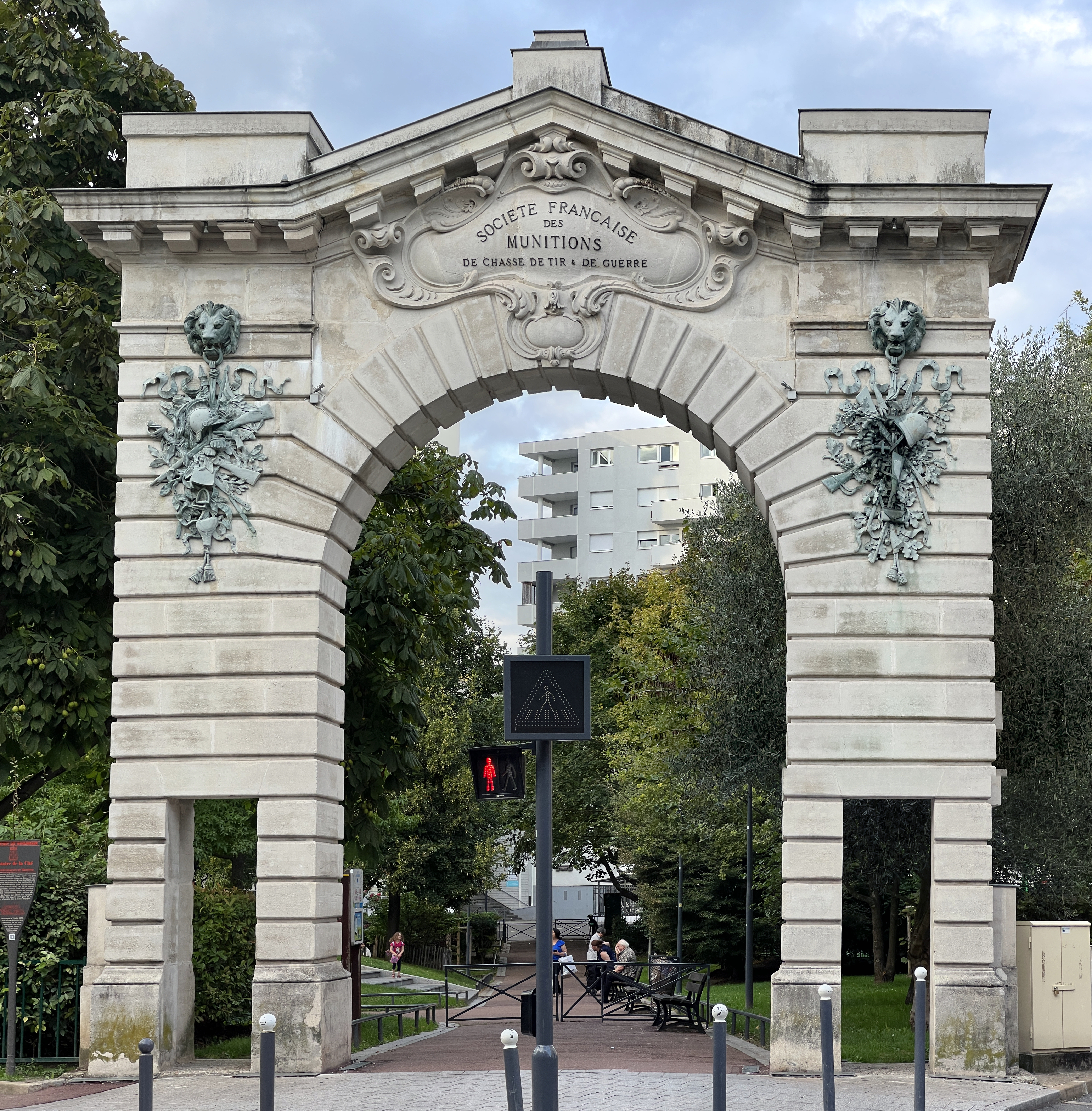
Portail de l'entrée de l'usine Gévelot - Issy-les-Moulineaux

20 ans auparavant, l'entreprise commence à développer des activités de mécanique de précision. En 1955, dans les établissements de la Société étampage de précision Gaupillat à Meudon, elle lance de nouvelles fabrications : accessoires de cycles (pompes), articles en fil de fer et tubes, meubles et présentoirs de magasins… et des pièces en laiton.
En 1957, Gévelot rachète la société Gurtner créée cinquante ans plus tôt par Jules Gurtner à Pontarlier, spécialisée dans la fabrication de carburateurs. À Laval, elle lance une activité d'extrusion à froid des métaux.
En 1960, la partie « extrusion » devient un secteur dominant de l’entreprise. Gévelot devient alors un groupe et crée une filiale Gévelot Extrusion spécialisée dans la forge à mi-chaud et la forge à froid.
En 1962, le site de Laval commence la production de pistons de frein, pièces forgées à froid pour l'automobile. Elle développe au fil des années de nombreuses références : pignons de boîte de vitesses, noix de transmission et tripodes, manchons antivol, croisillons, pistons de frein, fusées de roue... Il exporte aujourd'hui 40 % de sa production.
En 1989, la société acquiert un établissement Luchaire à Offranville. Cet établissement créé en 1974 était spécialisé dans la fabrication d'obus. Il se reconvertit alors dans la production d'arbres de boîtes de vitesses, de corps d’airbag et d'arbres de colonnes de direction.
En 1990, la société TMG à Toucy est également rachetée. Ce site créé en 1962 débute avec la fabrication de couronnes de synchronisation de boîte de vitesses pour Simca. Depuis, il s'est spécialisé dans la production de pivots (courts et longs) et de pignons de crémaillère.
En 1991, le groupe acquiert la société Dold en Allemagne. Cette société fondée en 1880, produit aujourd'hui des pièces de structure, des boîtiers de direction, des arbres de boîtes de vitesses et fusées de roues.
En 2017, la branche extrusion a été reprise par le groupe Walor. L’entreprise Walor International basée à Legé (44) et spécialisée dans le décolletage de pièces mécaniques.
Gévelot Extrusion est aujourd'hui le premier fabricant européen de pièces forgées de précision pour l'automobile. Chaque année sortent de ses usines 100 millions de pièces qui équipent environ 10 millions de véhicules.

## Certifications
Le groupe est certifié aux référentiels Qualité ISO/TS 16949 et Environnement ISO 14001.